# آيت زولي (كنطولة)
آيت زولي هو دُوَّار يقع بجماعة إمي نولاون، إقليم ورززات، جهة درعة تافيلالت في المملكة المغربية. ينتمي الدوّار لمشيخة كنطولة التي تضم 4 دواوير. يقدر عدد سكانه بـ 464 نسمة حسب الإحصاء الرسمي للسكان والسكنى لسنة 2004.

## وصلات خارجية
- البوابة الوطنية للجماعات الترابية
- المندوبية السامية للتخطيط